# Cristina Fanton
Cristina Fanton (Pavullo nel Frignano, 7 ottobre 1937) è un'attrice italiana attiva negli anni cinquanta.

## Biografia
Lavorò per il cinema e per la televisione italiana fin dal primo anno di trasmissioni regolari. Nel suo film d'esordio, Siamo donne, interpretò un'aspirante attrice.
Nel 1954, a 18 anni, fu la prima concorrente italiana al concorso di Miss Mondo.

## Filmografia
- 4 attrici, una speranza, episodio di Siamo donne, regia di Alfredo Guarini (1953)
- Due notti con Cleopatra, regia di Mario Mattoli (1953)
- Canzoni, canzoni, canzoni, regia di Domenico Paolella (1953)
- Donne proibite di Giuseppe Amato (1953)
- Totò cerca pace, regia di Mario Mattoli (1954)
- Il dottor Antonio, miniserie televisiva, regia di Alberto Casella (1954)
- Donne proibite, regia di Giuseppe Amato (1954)
- Un americano a Roma, regia di Steno (1954)
- Attila, regia di Pietro Francisci (1954)
- Motivo in maschera, regia di Stefano Canzio (1955)
- La ragazza di Via Veneto, regia di Marino Girolami (1955)
- Totò all'inferno, regia di Camillo Mastrocinque (1955)
- A sud niente di nuovo, regia di Giorgio Simonelli (1956)
- Moglie e buoi, regia di Leonardo De Mitri (1956)